# Chiến tranh Nga-Ba Tư (1804–1813)
Chiến tranh Ba Tư-Nga giai đoạn 1804 - 1813 là một loạt các cuộc chiến diễn ra giữa Đế quốc Nga và Đế quốc Ba Tư vào trong giai đoạn từ năm 1804 đến 1813. Các cuộc chiến này khởi đầu là một cuộc tranh chấp lãnh thổ. Vị vua Ba Tư, Fath Ali Shah Qajar, muốn củng cố lãnh thổ cực bắc của triều đại Qajar của ông bằng cách đảm bảo khu vực lãnh thổ gần bờ biển phía tây nam của biển Caspi (nay là Azerbaijan) và vùng Transcaucasus (nay là Gruzia và Armenia). Giống như vua Ba Tư, Nga hoàng Aleksandr I cũng mới lên ngôi và đều được xác định để kiểm soát các vùng lãnh thổ tranh chấp.
Năm 1779, sau cái chết của Karim Khan, nhà Zand cai trị ở miền nam Ba Tư, Agha Mohammad Khan (trị vì 1779-1797), một lãnh đạo của bộ tộc Turkmen Qajar, đặt ra mục tiêu thống nhất Ba Tư. năm 1794 ông đã loại bỏ tất cả các đối thủ của mình, bao gồm Lotf Ali Khan, người cuối cùng của triều đại Zand, và đã tái khẳng định chủ quyền trên các vùng lãnh thổ Ba Tư Ba Tư cũ ở Gruzia và vùng Kavkaz. Năm 1796, ông được chính thức đăng quang làm shah (tiếng Ba Tư nghĩa là hoàng đế). Agha Mohammad đã bị ám sát năm 1797 và được kế tục ngai vàng bởi cháu trai của ông là Fath Ali Shah Qajar (trị vì giai đoạn 1797-1834). Fath Ali cố gắng để duy trì chủ quyền trên vùng lãnh thổ của Ba Tư, nhưng ông đã Nga đánh bại thảm hại trong hai cuộc chiến tranh.